# Babypuder

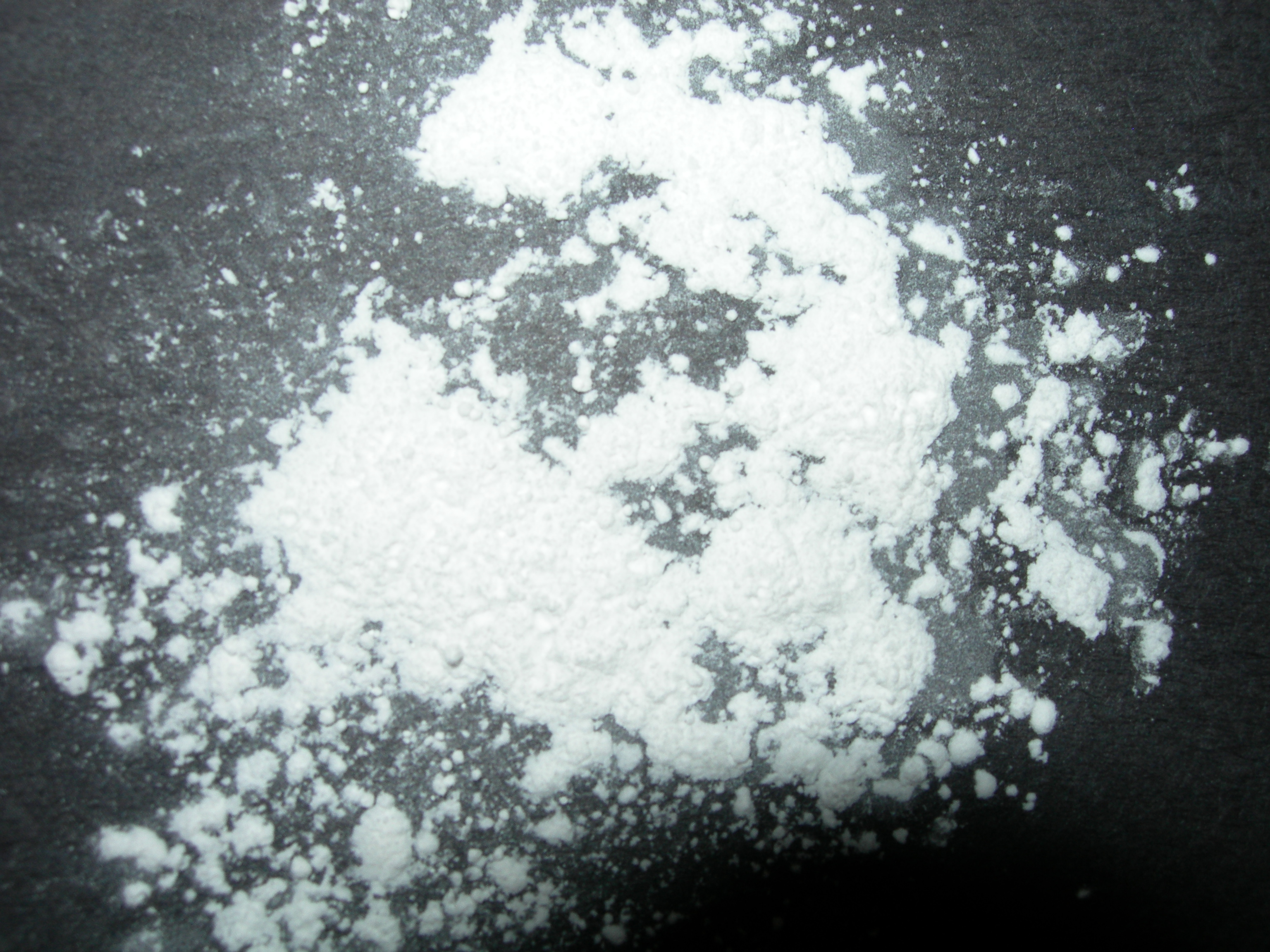
Talkpuder.

Babypuder är ett sammandragande puder som används för att förebygga blöjeksem, som en deodorant och för andra kosmetiska ändamål. Det kan bestå av talk (i vilket fall det också kallas talkpuder) eller majsstärkelse som har grövre korn. Barnläkare föredrar i allmänhet majsstärkelse framför talk eftersom det är osannolikt att det inandas lätt.

## Hälsorisker
Talkpuder är skadligt vid inandning, eftersom det kan orsaka aspirationspneumoni eller granulom. Johnson & Johnsons babypuder har påståtts orsaka äggstockscancer hos en kvinna som använt pudret under flera år i underlivet.
Bolaget upphörde med försäljningen av talkpuder i USA och Kanada 2020 och planerar att ersätta produkten med en stärkelsehaltig i resten av världen år 2024.

## Beståndsdelar
Ingredienserna i Johnsons & Johnsons babypuder är listade som talk, parfym, bensylbensoat, kumarin, citronellol, geraniol, bensylalkohol, limonen, linalool och bensylsalicylat.